# 高速13号型特務艇
高速13号型特務艇（こうそくじゅうさんごうがたとくむてい、英語: ASH No.13 class）は、海上自衛隊の特務艇の艦級である。

## 概要
高速11号型と同様に、陸上・海上・航空の各自衛隊が運用する航空機が海上に墜落・不時着した際に乗員の捜索救難を行うための救難艇として、アメリカから供与されたのが本級である。
本級は高速11号型と同じくアメリカ陸軍航空軍（1947年以降アメリカ空軍）やアメリカ海軍が捜索救難用に運用していた飛行機救難艇であるが、より大型の85フィート型であった。計2隻が供与され、海上自衛隊では自衛艦籍の「高速13号型特務艇」と称した。「高速13号」が1962年、「高速29号」が1961年にそれぞれ供与されている。

## 設計
構造は高速11号型と同様に木造であった。デザインはこの手の救難艇では一般的な配置となっており、艇体中央部に操舵室があり、その後方に遭難者を収容する救急室が設けられている。救急室内には担架8個を置くことができた。
機関にはパッカード製ガソリンエンジン2基を使用し、最大34ノットを発揮した。
本級を含む海上自衛隊の救難艇型特務艇に共通する特徴として、任務の性格上、視認性を高めるために艇体が白、甲板が黄、上部構造物が赤に塗装されていた。

## 運用
供与された2隻は、他の救難艇型特務艇と同様に自衛隊航空基地の近くへ配備され捜索救難に従事した。
しかし、「高速13号」は1966年10月28日、定期検査後の公試中に江田島沖で突然エンジンが爆発し艇体が二つに折れて沈没した。この事故で死者は出なかったものの11名が負傷した。翌1967年3月31日付で除籍。その後艇体は引き揚げられ、呉で調査が行われた後に廃棄された。
残った「高速29号」も、ヘリコプターによる捜索救難体制が整備されたことに伴い1968年に除籍された。
| 艇番号 | 艇名     | 旧名     | 建造所 | 竣工                | 供与                        | 除籍                        |
| ------ | -------- | -------- | ------ | ------------------- | --------------------------- | --------------------------- |
| ASH-13 | 高速13号 | C-105346 | 不詳   | 1940年 （昭和15年） | 1962年 （昭和37年） 2月1日  | 1967年 （昭和42年） 3月31日 |
| ASH-29 | 高速29号 | R-1-676  | 不詳   | 1945年 （昭和20年） | 1961年 （昭和36年） 7月12日 | 1968年 （昭和43年） 3月31日 |